# San Marco 1
San Marco 1 war der erste italienische Satellit. Er wurde am 15. Dezember 1964 im Rahmen einer US-italienischen Kooperation von Wallops Island in den USA gestartet. Die Trägerrakete wurde von der NASA gestellt, die Startmannschaft von der italienischen Consiglio Nazionale delle Ricerche (CRS). Es handelte sich um den ersten in Westeuropa gebauten Satelliten, sowie um den ersten NASA-Start mit ausländischem Personal.
San Marco 1 diente der Erforschung der Atmosphärendichte. Da der Satellit fast kugelförmig war, hing sein Luftwiderstand nur von der Dichte der Atmosphäre ab. Aus Bahnbeobachtungen konnte man somit auf die Dichte in verschiedenen Höhen schließen.
Vier weitere Satelliten dieses Programms wurden von der italienischen San-Marco-Plattform vor der Küste Kenias gestartet.